# Uông Hồng Nhạn
Uông Hồng Nhạn (tiếng Trung giản thể: 汪鸿雁, bính âm Hán ngữ: Wāng Hóng Yàn, sinh ngày 15 tháng 4 năm 1970, người Hán) là nữ chính trị gia nước Cộng hòa Nhân dân Trung Hoa. Bà hiện là Bí thư thường vụ Ban Bí thư Ủy ban Trung ương Đoàn Thanh niên Cộng sản Trung Quốc, Chủ tịch Hội Liên hiệp Thanh niên Trung Quốc. Bà từng là Bí thư Ban Bí thư, Phó Chủ tịch của các cơ quan này.
Uông Hồng Nhạn là đảng viên Đảng Cộng sản Trung Quốc, học vị Cử nhân Luật học, Thạc sĩ Quản trị công. Bà có sự nghiệp xuất phát điểm từ quê nhà Hồ Bắc, nhiều năm công tác thanh niên địa phương cho tới trung ương.

## Xuất thân và giáo dục
Uông Hồng Nhạn sinh ngày 15 tháng 4 năm 1970 tại huyện Hiếu Xương, thuộc địa cấp thị Hiếu Cảm, tỉnh Hồ Bắc, Cộng hòa Nhân dân Trung Hoa. Bà lớn lên và tốt nghiệp cao trung ở Hiếu Xương, thi đỗ Đại học Vũ Hán và tới thủ phủ Vũ Hán này để nhập học Khoa Pháp luật của trường vào tháng 9 năm 1988, tốt nghiệp Cử nhân chuyên ngành Pháp luật Kinh tế vào tháng 6 năm 1992. Tháng 4 năm 2004, bà thi đỗ và tham gia chương trình đào tạo sau đại học đầu tiên của Học viện Hành chính Quốc gia Trung Quốc và Đại học Bắc Kinh, nhận bằng Thạc sĩ Quản trị công (MPA) vào tháng 12 năm 2006. Uông Hồng Nhạn được kết nạp Đảng Cộng sản Trung Quốc vào tháng 1 năm 1992 tại Đại học Vũ Hán trước khi tốt nghiệp, bà từng tham gia khóa bồi dưỡng huấn luyện cán bộ trung, thanh niên giai đoạn tháng 3–12 năm 2004 tại Trường Đảng Tỉnh ủy Hồ Bắc.

## Sự nghiệp

### Hồ Bắc
Tháng 6 năm 1992, sau khi tốt nghiệp Đại học Vũ Hán, Uông Hồng Nhạn bắt đầu sự nghiệp của mình ở quê nhà Hồ Bắc khi được tuyển dụng vào làm chuyên viên công tác ở Trường Đảng Thị ủy Hiếu Cảm. Tháng 3 năm 1994, bà được điều chuyển sang khối Đoàn Thanh niên Cộng sản Trung Quốc của tỉnh Hồ Bắc, làm Trưởng ban Tuyên truyền Thị đoàn Hiếu Cảm. Đến cuối năm 1998, bà trở lại khối chính quyền địa phương, được bổ nhiệm làm Phó Thị trưởng Chính phủ Nhân dân thành phố cấp huyện An Lục của Hiếu Cảm. Ở cương vị này 3 năm, bà lại trở về khối thanh niên, nhậm chức Bí thư Đảng tổ, Bí thư Thị đoàn Hiếu Cảm rồi thăng chức làm Thành viên Đảng tổ, Phó Bí thư Tỉnh đoàn Hồ Bắc từ tháng 8 năm 2002. Tháng 1 năm 2004, bà được bổ nhiệm làm Phó Thị trưởng Ngạc Châu, vào Ban Thường vụ Thị ủy của địa cấp thị này từ tháng 11 năm 2006, kiêm nhiệm Bí thư Ủy ban Công tác Đảng của Khu Khai phát kinh tế Ngạc Châu sau đó 1 năm. Sang tháng 2 năm 2008, bà được điều tới Tây Bắc Hồ Bắc làm Phó Bí thư Thị ủy Thập Yển và là Thị trưởng Thập Yền, cấp chính địa trong năm này.

### Trung ương Đoàn
Ngày 17 tháng 6 năm 2008, tại Đại hội Đại biểu Toàn quốc Đoàn Thanh niên Cộng sản Trung Quốc lần thứ XVI, Uông Hồng Nhạn được bầu làm Bí thư Ban Bí thư Trung ương. Một nhiệm kỳ sau, bà tiếp tục là Bí thư Ban Bí thư, đồng thời được bầu làm Phó Chủ tịch Hội Liên hiệp Thanh niên Toàn quốc Trung Hoa vào tháng 9 năm 2018. Ngày 24 tháng 2 năm 2018, bà trúng cử là Ủy viên Ủy ban Toàn quốc Hội nghị Hiệp thương Chính trị Nhân dân khóa XIII, là Bí thư thường vụ Ban Bí thư Trung ương Đoàn từ ngày 29 tháng 6 tại Đại hội Trung ương Đoàn khóa XVIII, rồi được bầu làm Chủ tịch Hội Liên hiệp Thanh niên Trung Quốc vào ngày 7 tháng 12 cùng năm. Bà tiếp tục đắc cử Chủ tịch Hội trong đại hội 2020.